# اسیوط
اَسیوط یکی از شهرها و شهرستان‌های کشور مصر است.
اسیوط از بزرگ‌ترین شهرهای مصر و مرکز استان اسیوط است. دانشگاه اسیوط نیز از دانشگاه‌های مهم مصر است.
از اهالی سرشناس اسیوط  می‌توان به جمال عبدالناصر و آریوس اشاره کرد.

## شهرستان اسیوط
این شهرستان (به عربی: مرکز) دارای ۷ بخش (به عربی: وحدات محلیة) است:
نجع سبع، بنی حسین، منقباد، درنکة، المطیعة، ریفا، موشا.